# Фіксанал
Фіксанали, первинні стандарти, стандарт-титри — хімічні речовини в точно визначеній кількості в сухому вигляді або розчині, що містяться в запаяних скляних ампулах, виготовлених промисловим способом, і використовуються для швидкого приготування розчинів з точно відомою концентрацією. Ці розчини часто називають титрованими і застосовують в титриметричних методах аналізу як розчини для встановлення точної концентрації інших розчинів.
В якості фіксаналів застосовують, наприклад, перманганат калію KMnO4, дихромат калію K2Cr2O7, хлорид натрію, аргентум (I) нітрат AgNO3, хлоридну кислоту, щавлеву кислоту.
У хімічному та фармацевтичному аналізі також часто використовують стандарт-титри для приготування буферних розчинів — робочих еталонів рН. Це точна кількість певного хімічного реактиву (у скляних ампулах), необхідного для приготування буферного розчину з відповідним значенням рН.
Для приготування титрованого розчину з фіксаналу ампулу ретельно миють розчинником ззовні, беруть мірну колбу відповідної ємності (зазвичай 1 дм3) з лійкою, в яку вставляють спеціальний скляний бойок, ампулу розбивають, а її вміст кількісно переносять у мірну колбу крізь лійку, застосувавши промивальник з розчинником. Після розчинення речовини доводять об’єм розчинником до поділки мірної колби. Мірну колбу закривають, а розчин ретельно перемішують.
Речовини, які використовуються в якості фіксаналів, повинні бути дуже чистими, з мінімально можливою кількістю домішок, стійкими при кімнатній температурі, не повинні адсорбувати воду та вуглекислий газ із повітря.